# مقتنيات خاصة

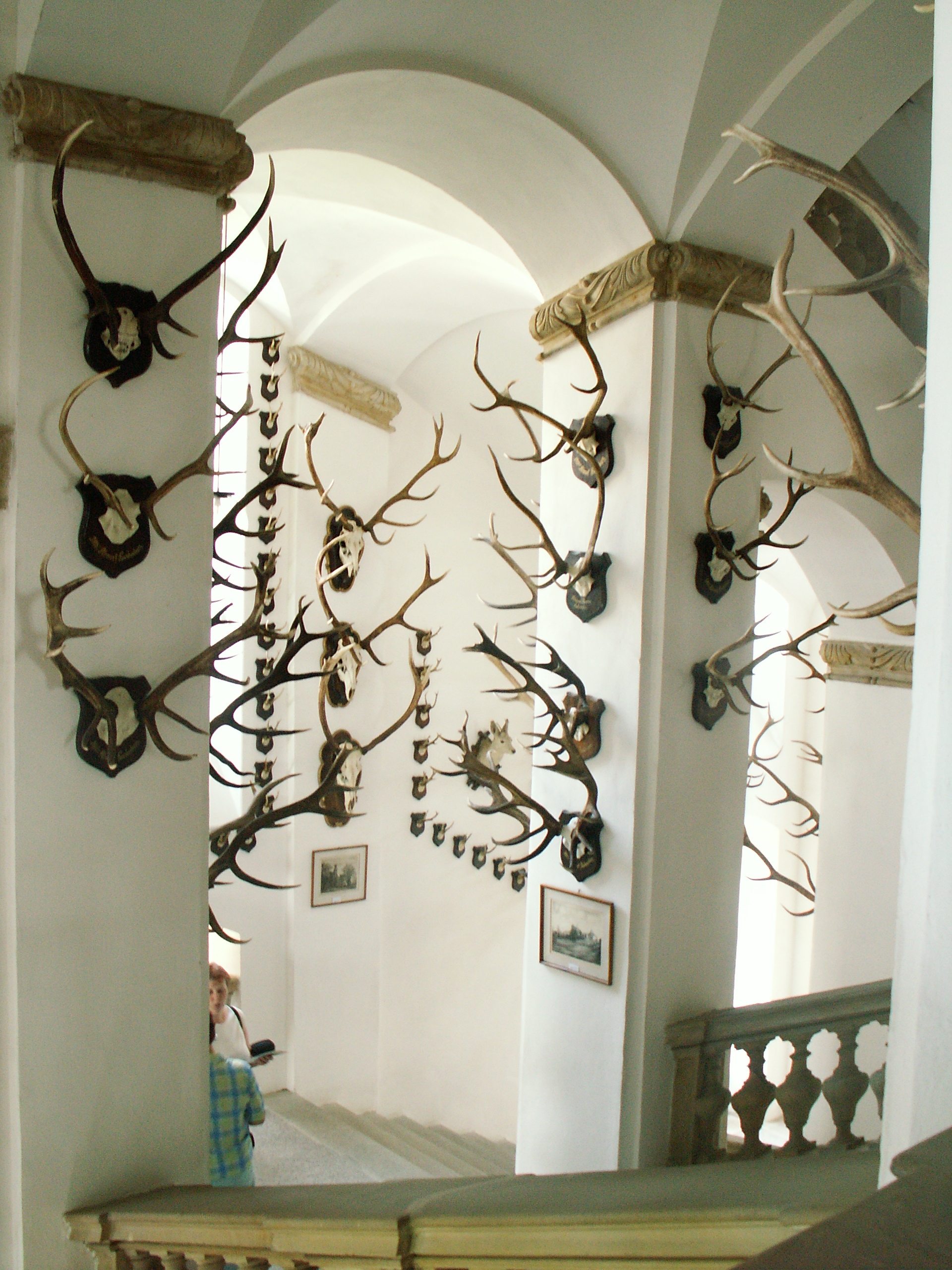
مجموعة كؤوس للعائلة الأميرية في ليختنشتاين في قلعة أوسوف، جمهورية التشيك

المقتنيات الخاصة هي مجموعة من الأعمال، غالبًا أعمال فنية أو عناصر قيمة، يملكها فرد أو مؤسسة. في سياق المتحف أو المعرض الفني، يشير المصطلح إلى أن عملاً معينًا ليس مملوكًا لتلك المؤسسة، ولكنه معار من فرد أو منظمة، إما لعرض مؤقت أو على المدى الطويل. عادة ما يكون هذا المصدر أحد جامعي الأعمال الفنية، على الرغم من أنه قد يكون أيضًا مدرسة أو كنيسة أو بنكًا أو شركة أو مؤسسة أخرى. في المقابل يُطلق على جامعي الكتب، حتى لو كانوا يجمعونها لأسباب جمالية (تجليد الكتب الجميلة أو المخطوطات المزخرفة على سبيل المثال) اسم "عشاق الكتب"، وعادة ما يشار إلى مجموعاتهم باسم (المكتبات).

## تاريخ
كان جمع الأعمال الفنية شائعًا بين الأثرياء في العالم القديم في كل من أوروبا وشرق آسيا وفي العصور الوسطى، لكنه تطور في شكله الحديث خلال عصر النهضة واستمر حتى يومنا هذا. كانت المجموعات المملوكة للعائلة المالكة في معظم البلدان من أروع المجموعات الخاصة، ولكنها انتقلت منذ ذلك الحين إلى الملكية العامة. ومع ذلك، ظلت المجموعة الملكية البريطانية تحت رعاية التاج، على الرغم من تميزها عن الملكية الخاصة للعائلة المالكة البريطانية.
خلال فترات تاريخية مختلفة، ظهرت خزانة التحف كشكل مختلط مهم من المجموعات، تشمل الفن والتاريخ الطبيعي والمواد العلمية. لعب الملوك دورًا في تشكيل هذه المجموعات، بينما قام التجار والعلماء بتجميع مجموعات أصغر أيضًا.